# INRI

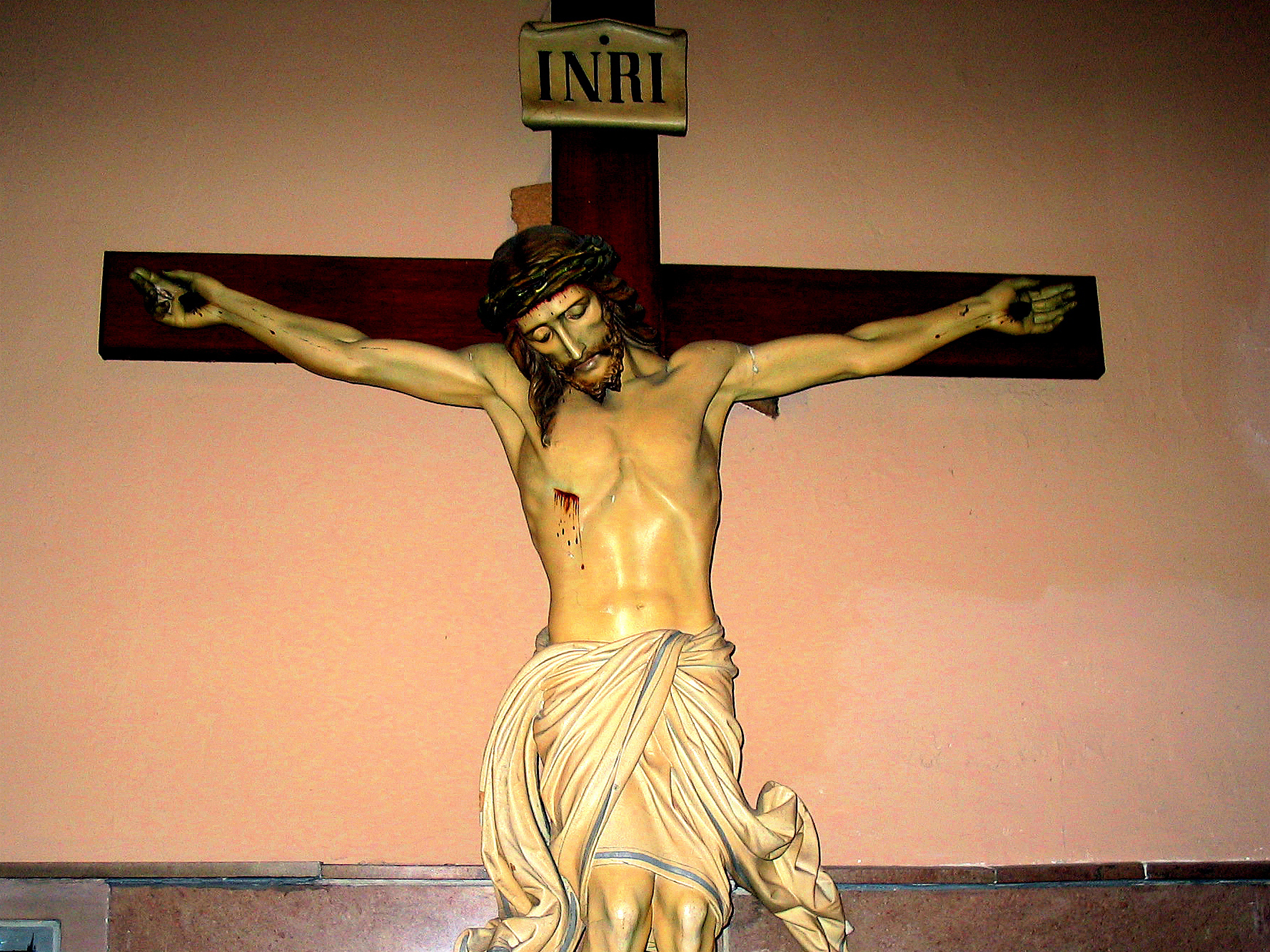
INRI가 있는 로마 가톨릭교회의 십자고상.

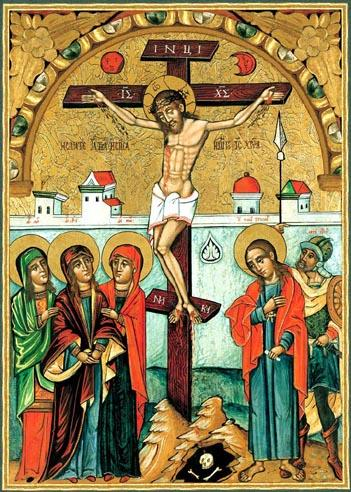
INRI가 있는 동방 정교회의 십자가 이콘.

INRI(라틴어: IESVS·NAZARENVS·REX·IVDÆORVM)는 한국어로 번역하면 "유다인의 왕, 나자렛 예수" 라는 뜻을 가진 천주교의 두문자어이다. 이 구절은 예수가 십자가에 처형될 때 예수에 머리위에 붙인 죄목의 표시로 신약성서의 요한복음서 (19:19)에 나온다. 요한복음 외에 공관복음서에도 각각 약간씩 변형된 표현이긴 하지만 예수의 죄목을 다룬 부분이 다음과 같이 나오며 사복음서 모두 예수의 죄목을 다루었다. 공관복음서의 대목을 보면 마태오(27:37), 마르코(15:26), 루가(23:38)에 나온다.
요한복음서에 따르면 이 죄패는 로마의 총독인 빌라도가 썼다고 전하며 히브리어, 그리스어, 라틴어로 각각 쓰여져 십자가에 붙여졌다.
| “ | 빌라도는 명패를 써서 십자가 위에 달게 하였는데, 거기에는 "유다인들의 임금 나자렛 사람 예수"라고 쓰여 있었다. 예수님께서 십자가에 못박히신 곳이 성에서 가까웠기 때문에, 많은 유다인이 그 명패를 읽게 되었다. 그것은 히브리 말, 라틴 말, 그리스 말로 쓰여 있었다. | ” |
|   | — 요한 복음서 19, 19-20, (가톨릭 새번역) |   |

로마 가톨릭교회와 성공회에서는 이 죄패를 십자가상의 예수의 머리위에 패로 만들어 붙이는 전통이 있으며, 드물게는 그냥 십자가에 직접 새겨 넣기도 한다.
동방 정교회에서는 그리스어 표기에 근거하여 INBI'(Ἰησοῦς ὁ Ναζωραῖος ὁ Bασιλεὺς τῶν Ἰουδαίων)로 표기하며 몇몇 동방교회에서는 ΙΝΒΚ (ὁ Bασιλεὺς τοῦ κόσμου, 세계의 왕 ) 또는 ΙΝΒΔ(ὁ Bασιλεὺς τῆς Δόξης , 영광의 왕 )으로 표기하기도 한다.
루마니아 정교회와 같은 일부 정교회에서는 라틴교회와 같이 INRI 을 사용한다. 러시아 정교회는 ІНЦІ 또는 Цръ Слвы (영광의 왕)을 사용한다.
성공회와 루터교 등을 제외한 일부 개신교에서는 이 죄패를 사용하지 않고 단순한 십자가(예수의 형상도 제외함) 형태만을 사용하는데, 단, 루터교회에서는 예수가 매달린 모습의 십자가(십자고상)을 사용한다.

## 표현
|          | 마가복음서              | 누가복음서                                                               | 마태복음서                                 | 요한복음서                                                                                      |
| -------- | ----------------------- | ------------------------------------------------------------------------ | ------------------------------------------ | ----------------------------------------------------------------------------------------------- |
| 성경구절 | 마가15:26               | 누가23:38                                                                | 마태27:37                                  | 요한19:19-20                                                                                    |
| 원문표기 | ο βασιλευς των ιουδαιων | ουτος εστιν ο βασιλευς των ιουδαιων HIC·EST·REX·IVDÆORVM זה ומלך היהודים | ουτος εστιν ιησους ο βασιλευς των ιουδαιων | ישוע הנצרי ומלך היהודים ιησους ο ναζωραιος ο βασιλευς των ιουδαιων IESVS·NAZARENVS·REX·IVDÆORVM |
| 국어번역 | 유대인의 왕             | 이는 유대인의 왕                                                         | 이는 유대인의 왕, 예수                     | 나자렛 예수, 유대인의 왕                                                                        |

## 같이 보기
- 왕이신 그리스도
- 이크티스
- 신약 속 예수의 이름과 호칭